# Maximilian Joseph von Tarnóczy
Maximilian Joseph von Tarnóczy (ur. 24 października 1806 w Schwaz, zm. 4 kwietnia 1876 w Salzburgu) – austriacki duchowny rzymskokatolicki, kardynał.

## Życiorys
Święcenia kapłańskie przyjął 25 października 1829. Od 1851 arcybiskup metropolita Salzburga. Kreowany kardynałem na konsystorzu 22 grudnia 1873.